# Matizes e tonalidades

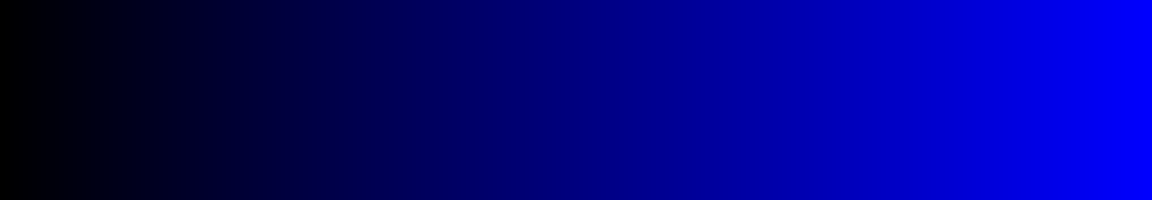
Alguns tons de azul

Em teoria da cor, uma tint ou matiz é uma mistura de uma cor com branco, que reduz a escuridão, enquanto uma  'sombra'  é uma mistura com preto, que aumenta a escuridão. Ambos os processos afetam a relativa leveza da mistura de cores resultante. Um  'tom'  é produzido pela mistura de uma cor com cinza ou por matiz e sombreamento. A mistura de uma cor com qualquer cor neutra (incluindo preto, cinza e branco) reduz o croma ou colorido, enquanto o matiz (a mistura relativa de vermelho, azul e amarelo) permanece inalterado.
Em linguagem comum, o termo shade pode ser generalizado para abranger ainda mais qualquer variedade de uma cor particular, seja tecnicamente sombra, matiz, tom ou levemente matizes diferentes Enquanto isso, o termo tint pode ser generalizado para se referir a qualquer variação mais clara ou mais escura de uma cor (por exemplo, janela colorida).
Ao misturar luz colorida (modelos de cores aditivas), a mistura acromática de vermelho, verde e azul (RGB) espectralmente balanceados é sempre branca, não cinza ou preta. Quando misturamos corantes, como o pigmento s em misturas de tinta, é produzida uma cor que é sempre mais escura e mais baixa em croma, ou saturação, do que as cores originais. Isso move a cor mista em direção a uma cor neutra - cinza ou quase preto. As luzes são mais brilhantes ou mais fracas ajustando seu brilho ou nível de energia; na pintura, a leveza é ajustada através da mistura com branco, preto ou um complemento de cor.